# Mesola
Mesola es un municipio situado en el territorio de la provincia de Ferrara, en Emilia-Romaña (Italia).

## Demografía
| Gráfica de evolución demográfica de Mesola entre 1861 y 2001 |
|                                                              |
| Fuente ISTAT - elaboración gráfica de Wikipedia              |